# أنطوان حداد

Antoine Haddad

الدكتور أنطوان حداد (من مواليد 1954، عين داره، لبنان) أكاديمي وخبير استشاري وناشط اجتماعي وسياسي.
بعد 40 سنة من التدريس الجامعي والبحث العلمي تقلد خلالها مراكز عدة في الجامعة اللبنانية وسواها، يشغل د. انطوان حداد منذ تموز 2019 منصب نائب رئيس جامعة القديس جاورجيوس في بيروت، المنشأة حديثا والتي تطمح إلى بناء نموذج متقدم في التعليم العالي يتمحور حول العلوم الطبية والعناية الصحية بالاستناد إلى الخبرة المديدة لمستشفى القديس جاورجيوس الجامعي في هذا المجال.
بالتوازي مع التعليم العالي والبحث العلمي، عمل حداد خبيرا استشاريا في مجالات متنوعة مثل النفط والطاقة، السياسات الاجتماعية والاقتصادية، اللاجئين، قضايا الحوار والاندماج الاجتماعي، الحوكمة والشفافية، وتصميم السياسات العامة،  اما بصفته الشخصية أو كمدير عام لشركة "حداد للأعمال والاستشارات HBC" (من 2014 إلى 2019)، وقبلها كشريك مفوض لشركة "دار التنمية"، وكخبير خارجي لدى اللجنة الاقتصادية والاجتماعية لغربي آسيا التابعة للامم المتحدة UN-ESCWA وبرنامج الامم المتحدة الانمائي UNDP ومنظمة العمل الدولية ILO.
بين 1983 و1992، راكم حداد خبرة واسعة في مجالي الصحافة والاعلام، اولا كمدير التحرير لمجلة العلم التكنولوجيا، ثم كمحرر للشؤون الاقتصادية في مكتبي بيروت والبحرين في وكالة الصحافة الفرنسية، ثم في القسم الخارجي في صحيفة النهار (1990-1991) فمديرا بالوكالة لمكتب وكالة "فيزنيوز Visnews" التابعة لوكالة رويترز في بيروت.
على الصعيد السياسي، الدكتور حداد هو عضو مؤسس في“حركة التجدد الديموقراطي” في لبنان،، وشغل منصب الامين العام للحركة منذ 2001 ومن ثم نائب الرئيس حتى عام 2019. الرئيس المؤسس لحركة التجدد هو النائب والوزير الراحل نسيب لحود (1944-2012)، السفير السابق في واشنطن ومرشح "قوى 14 آذار" لرئاسة الجمهورية عام 2007. وقد تولى حداد إدارة الحملة الرئاسية لنسيب لحود، وقبلها حملاته النيابية، كما تولى تمثيل حركة التجدد في تحالف "قوى 14 آذار" إلى حين انسحاب الحركة من هذا التحالف عام 2009. وفي عام 2018، اعلن حداد ترشحه للانتخابات النيابية عن دائرة عاليه-الشوف "بهدف إعلاء الصوت المدني والإصلاحي وتقديم خيار سياسي يجمع بين الثوابت السيادية وإيجاد حلول مبتكرة للتحديات الإنمائية"، قبل ان يعلن انسحابه  بعد اخفاق المجموعات الاصلاحية والمدنية في تشكيل جبهة انتخابية موحدة.
خلال فترة التسعينات، ساهم د. حداد في أنشطة تمكين المجتمع المدني وفي اطلاق عدد من حملات المناصرة. عام 1996 شارك مع آخرين في تأسيس "الجمعية اللبنانية لديموقراطية الانتخابات"، وهي مؤسسة غير حزبية تهدف إلى تعزيز الإصلاح الانتخابي وتضطلع منذ ذلك الحين بدور محوري في مراقبة نزاهة الانتخابات والدفاع عن المعايير الديموقراطية. كما شارك حداد في المجموعة التي اطلقت حملة "بلدي بلدتي بلديتي" عام 1997 والتي اجبرت الحكومة على الغاء قرارها بتعيين المجالس البلدية واجراء أول انتخابات بلدية منذ 1963. وساهم حداد في اطلاق عدد من الحملات للدفاع عن البيئة، ابرزها مؤخرا الحملة ضد اقامة مصنع للاسمنت في مسقط رأسه عين دارة.
يجري حداد مقابلات منتظمة على وسائل الاعلام المحلية والخارجية، وله مجموعة من المقالات المنشورة وعدد من المنشورات منها كتاب عن "صناعة البترول ومشتقاته" (1989) وكتاب آخر عن "الفقر في لبنان" صادر عن الاسكوا عام 1996، وكتاب تحت عنوان "مسيرة الانخراط في الحرب السورية" (2014). حداد هو ايضا محرر كتاب "الديمقراطية والفقر في العالم العربي" (2001) ، وشارك في تأليف "تقارير التنمية البشرية الوطنية" الصادرة عن برنامج الأمم المتحدة الإنمائي ووزارة الشؤون الاجتماعية اللبنانية في 1997 و 2002، وتقارير "خارطة أحوال المعيشة في لبنان" لعامي 1998 و 2007. كما أشرف أو شارك في تنظيم العديد من المؤتمرات الإقليمية وندوات الحوار وحل النزاعات، بما في ذلك "المنتدى الإقليمي لإغاثة اللاجئين وإعادة اعمار سوريا" (2016)، واجتماعات متخصصة لوضع "رؤية لبنانية موحدة لشؤون اللاجئين الفلسطينيين في لبنان" (2016)، و"خارطة الطريق للدولة مدنية في لبنان: إدارة التنوع ضمن الديمقراطية" (2017) ، وإدارة "الحوار الوطني لبناء المواطنة وإدارة التنوع في العراق" (2018) ).
يحمل حداد شهادة دكتوراه في الكيمياء الصناعية من جامعة باريس-6 (جامعة بيير وماري كوري)، كما تابع دروس الماجستير في اقتصاد الطاقة في نفس الجامعة.
حداد يغرد على موقع تويتر تحت عنوان: @antoine_haddad